# Homoneura piliseta
Homoneura piliseta är en tvåvingeart som beskrevs av Malloch 1929. Homoneura piliseta ingår i släktet Homoneura och familjen lövflugor. Inga underarter finns listade i Catalogue of Life.